# Pēteris Strautmanis
Pēteris Strautmanis (ur. 24 kwietnia 1919, zm. 27 czerwca 2007) – radziecki i łotewski polityk, przewodniczący Prezydium Rady Najwyższej Łotewskiej SRR w latach 1974-1985.
Od 1944 członek WKP(b), w 1954 ukończył studia w Wyższej Szkole Partyjnej, 1950-1960 I sekretarz rejonowego komitetu KPŁ w Ape, później minister sowchozów na Łotwie. 1960-1965 sekretarz KC KPŁ, 1965-1974 wiceprzewodniczący Rady Ministrów Łotewskiej SRR. Od 20 sierpnia 1974 do 22 lipca 1985 przewodniczący Prezydium Rady Najwyższej Łotewskiej SRR. Od 1976 członek Centralnej Komisji Rewizyjnej KPZR. Deputowany do Rady Najwyższej Łotewskiej SRR od 7 do 9 kadencji. Odznaczony Orderem Rewolucji Październikowej, Orderem Czerwonego Sztandaru Pracy (1958) i czterema innymi orderami.